# L'Aiguille, Fribourg
L'Aiguille är en bergstopp i Schweiz. Den ligger i distriktet Gruyère och kantonen Fribourg, i den sydvästra delen av landet, 60 km sydväst om huvudstaden Bern. Toppen på L'Aiguille är 1 712 meter över havet.